# 簡公 (春秋燕)
簡公（かんこう、生年不詳 - 紀元前493年）は、春秋時代の燕の君主。平公の後を受けて燕国の君主となった。在位12年。